# Алансон-1 (кантон)
Алансон-1 (фр. Alençon-1) — кантон во Франции, находится в регионе Нормандия, департамент Орн. Входит в состав округа Алансон.

## История
Кантон образован в результате реформы 2015 года . 

## Состав кантона с 22 марта 2015 года
В состав кантона входят коммуны (население по данным Национального института статистики за 2018 г.):
- Алансон  (15 130 чел., северные и центральные кварталы)
- Серизе (857 чел.)

## Политика
На президентских выборах 2022 г. жители кантона отдали в 1-м туре Эмманюэлю Макрону 31,2 % голосов против 23,1 % у Жана-Люка Меланшона и 20,4 % у Марин Ле Пен; во 2-м туре в кантоне победил Макрон, получивший 64,5 % голосов. (2017 год. 1 тур: Эмманюэль Макрон – 25,6 %, Франсуа Фийон – 22,1 %, Жан-Люк Меланшон – 18,8 %, Марин Ле Пен – 17,1 %; 2 тур: Макрон – 72,4 %. 2012 год. 1 тур: Франсуа Олланд — 31,6 %, Николя Саркози — 26,2 %, Марин Ле Пен — 14,6 %; 2 тур: Олланд — 56,5 %).
С 2021 года кантон в Совете департамента Орн представляют вице-мэр города Алансон Ванесса Бурнель (Vanessa Bournel) и мэр этого же города Жоаким Пюйо (Joaquim Pueyo) (оба - Социалистическая партия).
|                | Кандидаты                      | Партия                  | Первый тур | Первый тур     | Второй тур | Второй тур |
| Кол-во голосов | Кандидаты                      | Партия                  | % голосов  | Кол-во голосов | % голосов  |            |
| -------------- | ------------------------------ | ----------------------- | ---------- | -------------- | ---------- | ---------- |
|                | Ванесса Бурнель Жоаким Пюйо    | Социалистическая партия | 1 476      | 50,53          | 1 937      | 65,13      |
|                | Патрисия Буанар Филипп Дриллон | Республиканцы           | 685        | 23,45          | 1 037      | 34,87      |
|                | Мари-Ноэль Вонтрон Николя Фуро | Левый блок              | 383        | 13,11          |            |            |
|                | Анни Бурбан Николя Буше        | Вперёд, Республика!     | 377        | 12,91          |            |            |

|                | Кандидаты                         | Партия                  | Первый тур | Первый тур     | Второй тур | Второй тур |
| Кол-во голосов | Кандидаты                         | Партия                  | % голосов  | Кол-во голосов | % голосов  |            |
| -------------- | --------------------------------- | ----------------------- | ---------- | -------------- | ---------- | ---------- |
|                | Ванесса Бурнель Жан-Клод Пави     | Социалистическая партия | 1 866      | 35,65          | 2 490      | 50,27      |
|                | Бертран Деньо Франсуаза Морне     | Правый блок             | 1 818      | 34,73          | 2 463      | 49,73      |
|                | Эдуар Аран Франсуаза Коньи        | Национальный фронт      | 1 102      | 21,05          |            |            |
|                | Мари-Ноэль Вонтрон Франсуа Феррет | Левый фронт             | 448        | 8,56           |            |            |